# AGMAT
AGMAT (англ. Agmatinase) – білок, який кодується однойменним геном, розташованим у людей на короткому плечі 1-ї хромосоми.  Довжина поліпептидного ланцюга білка становить 352 амінокислот, а молекулярна маса — 37 660.
| 10         |  | 20         |  | 30         |  | 40         |  | 50         |
| ---------- |  | ---------- |  | ---------- |  | ---------- |  | ---------- |
| MLRLLASGCA |  | RGPGPGVGAR |  | PAAGLFHPGR |  | RQSRQASDAP |  | RNQPPSPEFV |
| ARPVGVCSMM |  | RLPVQTSPEG |  | LDAAFIGVPL |  | DTGTSNRPGA |  | RFGPRRIREE |
| SVMLGTVNPS |  | TGALPFQSLM |  | VADLGDVNVN |  | LYNLQDSCRR |  | IQEAYEKIVA |
| AGCIPLTLGG |  | DHTITYPILQ |  | AMAKKHGPVG |  | LLHVDAHTDT |  | TDKALGEKLY |
| HGAPFRRCVD |  | EGLLDCKRVV |  | QIGIRGSSTT |  | LDPYRYNRSQ |  | GFRVVLAEDC |
| WMKSLVPLMG |  | EVRQQMGGKP |  | IYISFDIDAL |  | DPAYAPGTGT |  | PEIAGLTPSQ |
| ALEIIRGCQG |  | LNVMGCDLVE |  | VSPPYDLSGN |  | TALLAANLLF |  | EMLCALPKVT |
| TV         |  |            |  |            |  |            |  |            |

A: Аланін

C: Цистеїн

D: Аспарагінова кислота

E: Глутамінова кислота

F: Фенілаланін

G: Гліцин

H: Гістидин

I: Ізолейцин

K: Лізин

L: Лейцин

M: Метіонін

N: Аспарагін

P: Пролін

Q: Глутамін

R: Аргінін

S: Серин

T: Треонін

V: Валін

W: Триптофан

Кодований геном білок за функцією належить до гідролаз. 
Задіяний у таких біологічних процесах як поліморфізм, ацетиляція. 
Білок має сайт для зв'язування з іонами металів, іоном марганцю. 
Локалізований у мітохондрії.